# Jennie-Anne Walker
Jennie-Anne Walker, née le 19 septembre 1977[réf. nécessaire] à Touraine (Québec), est une actrice et animatrice de télévision vivant en France.
Après avoir suivi une formation théâtrale, elle se spécialise dans l'improvisation et l'enseigne à Trappes. Elle se fait connaitre pour son rôle de Claudine dans la série Hero Corp. Elle est connue pour son humour cru et absurde.
En 2020, elle accompagne Valérie Lemercier lors de la promotion du film Aline en tant que présentatrice,,.

## Carrière artistique

### Théâtre
- 2015 : Le Diner
- 2019 : Jo
- 2022 - 2024 : J’accuse

### Télévision
- 2013 : Jusqu'ici tout va bien
- 2019 : Ça ne sortira pas d'ici !
- 2022 : Qu'est-ce qu'elle a ma famille ? : Kelly
- 2024 : Le monde magique de Jérôme Commandeur

### Série
- 2012 - 2013 : Les Bobos : Nancy
- 2013 - 2017 : Hero Corp (saisons 3 à 5) : Claudine

### Cinéma
- 2017 : Les Tuche 3 (coupé au montage)[1]
- 2020 : Aline : Présentatrice TV
- 2023 : Les Vengeances de Maître Poutifard de Pierre-François Martin-Laval : Claudine Haignerelle